# Dendrobium trankimianum
Dendrobium trankimianum är en orkidéart som beskrevs av Tomohisa Yukawa. Dendrobium trankimianum ingår i släktet Dendrobium, och familjen orkidéer.
Artens utbredningsområde är Vietnam. Inga underarter finns listade i Catalogue of Life.